# Siata 208 CS
El Siata 208 CS es un automóvil deportivo italiano producido por Siata. Introducido en 1952, es la versión cupé del Siata 208S lanzado ese mismo año.

## Historia
Presentado en 1952 en el Salón del Automóvil de Turín, la serie 208 fue la sucesora de la primera incursión de Siata en el sector de los automóviles totalmente hechos a medida, el Siata Daina. Se dice que se construyeron 18 unidades, de las que 11 fueron carrozadas por Balbo, mientras que las otras 7 se encargaron a Stabilimenti Farina. Algunos de los 11 coches con carrocería de Balbo fueron identificados como "200 CS", mientras que el resto fueron "208 CS". Al menos uno de los coches con carrocería Farina fabricados era un modelo convertible/espíder.

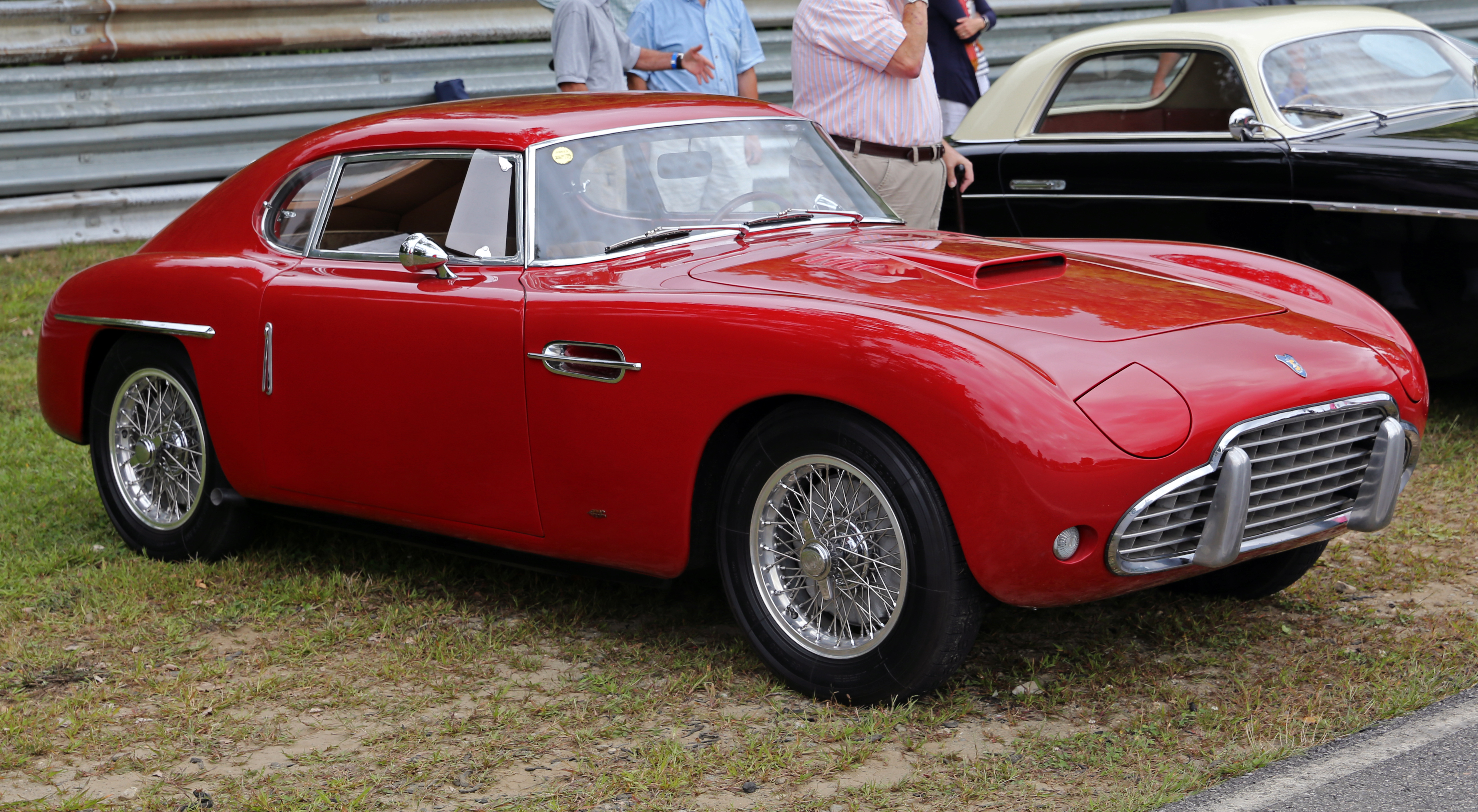
200 CS Balbo cupé (1954)

## Rendimiento
El 208 CS estaba propulsado por una versión afinada del motor Fiat "Otto Vu", un propulsor de 1.996 cc OHV de aleación V-8 a 70°, utilizado en el Fiat 8V. En el 208 CS, aunque Siata daba una cifra de 110 HP (82,0 kW), la potencia real se ha medido en aproximadamente 125 HP (93,2 kW) a 6.000 rpm con carburadores gemelos Weber 36 DCF3, y de 140 HP (142 CV) utilizando el árbol de levas más deportivo de Siata y los carburadores Weber triples. La potencia se transmitía a las ruedas traseras a través de una transmisión manual de 5 velocidades.
El 208 CS disponía de un chasis tubular propio de Siata y una carrocería de aluminio, lo que le da un peso en vacío de alrededor de 2200 lb (997,9 kg) Para el tren de transmisión, el CS usaba una suspensión de horquilla independiente en las 4 ruedas con resortes helicoidales y amortiguadores, disponiendo de frenos de tambor hidráulicos de aleación en las 4 ruedas.
|  |  |  |  |